# Carrera 50 (Bogotá)
La Avenida 50, antiguamente conocida como Transversal 39 y conocida también como Avenida Batallón Caldas, nombre originario del Batallón Caldas ubicada en la avenida del mismo nombre en la localidad de Puente Aranda, es una vía arteria del occidente de Bogotá, capital de Colombia.

## Trazado
Esta avenida comienza, de sur a norte, en la carrera 27 cerca al centro comercial Centro Mayor, recorre la localidad de Antonio Nariño, Puente Aranda, y Teusaquillo. Finaliza en el límite de Teusaquillo y Barrios Unidos, sobre la calle 63, frente al Complejo Acuático Simón Bolívar.
Se encuentra truncada su continuidad en el distribuidor de tráfico de Puente Aranda, lo que obliga a tomar desvíos viniendo de sur a norte por ejemplo tomando hacia la avenida de las Américas detrás de Gaseosas Lux para luego retornar en inmediaciones del club militar y proseguir por la cra 50 hasta la calle 63 donde finaliza.

## Sitios importantes en la vía
- Carrera Centro Automotriz (Puente Aranda)
- La Urbanización Pablo VI
- Embajada de Estados Unidos en Colombia (Teusaquillo)
- Fiscalía General de La Nación (Teusaquillo)
- Batallón Caldas (Club Militar, Puente Aranda)
- TIS Productions Colombia (Puente Aranda)
- Carulla Pablo VI
- Parque el Jazmín
- Centro comercial Centro Mayor
- Escuela de Cadetes General Santander.
- La intersección de Puente Aranda.
- Gobernación de Cundinamarca.
- Zona Industrial (Puente Aranda).
- Parroquia Jesús Nazareno
- Cárcel La Modelo